# 6471 Collins
6471 Collins è un asteroide della fascia principale. Scoperto nel 1983, presenta un'orbita caratterizzata da un semiasse maggiore pari a 2,4321861 au e da un'eccentricità di 0,1244147, inclinata di 2,67422° rispetto all'eclittica.
L'asteroide è dedicato all'astronauta statunitense Michael Collins, pilota del modulo di comando della missione Apollo 11. Agli altri membri dell'equipaggio della missione sono stati dedicati gli asteroidi 6469 Armstrong e 6470 Aldrin.